# Boissy-en-Drouais
Boissy-en-Drouais ist eine französische Gemeinde mit 229 Einwohnern (Stand: 1. Januar 2022) im Département Eure-et-Loir in der Region Centre-Val de Loire; sie gehört zum Arrondissement Dreux und zum Kanton Dreux-1. 

## Geographie
Boissy-en-Drouais liegt etwa sieben Kilometer westlich des Stadtzentrums von Dreux. Umgeben wird Boissy-en-Drouais von den Nachbargemeinden Saint-Rémy-sur-Avre im Nordwesten und Norden, Louvilliers-en-Drouais im Osten, Allainville im Südosten, Châtaincourt im Süden sowie Escorpain im Westen.

## Bevölkerungsentwicklung
| Jahr                       | 1962 | 1968 | 1975 | 1982 | 1990 | 1999 | 2006 | 2013 | 2020 |
| Einwohner                  | 142  | 109  | 107  | 153  | 204  | 238  | 242  | 204  | 228  |
| Quellen: Cassini und INSEE |      |      |      |      |      |      |      |      |      |

## Sehenswürdigkeiten
- Kirche Notre-Dame,  Fundamente aus dem 9. Jahrhundert, im 15./16. Jahrhundert wieder errichtet, Monument historique seit 1927

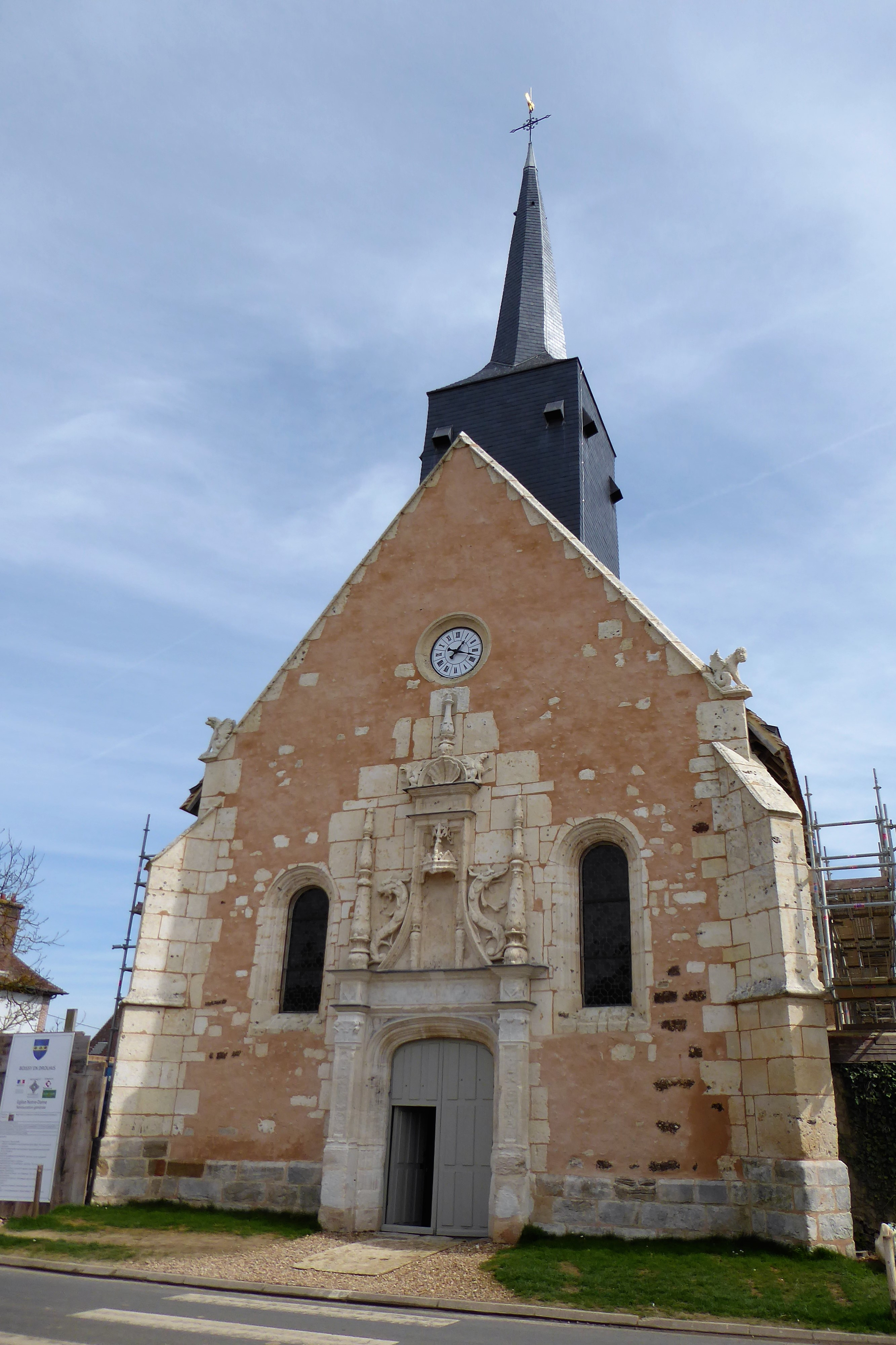
Kirche Notre-Dame